# Phyllodes diversipalpus
Phyllodes diversipalpus là một loài bướm đêm trong họ Noctuidae.